# Libera Carlier
Libera Carlier (Nijlen, 19 januari 1926 - Ekeren, 25 april 2007) was een Vlaams schrijver.
Libera Carlier studeerde aan de Hogere Zeevaartschool te Antwerpen. Na een korte carrière als zeekapitein startte hij in 1949 als loods op de Schelde. Die job oefende hij uit tot aan zijn pensionering in 1986.
In 1957 debuteerde hij met De Zondagsslepers. Libera Carlier schreef over wat hij het beste kende: het water, de scheepvaart, de mensen in de haven. Met zijn debuut won hij de vijfjaarlijkse prijs van het Willemsfonds.
In 1959 won hij de Arkprijs van het Vrije Woord met Action Station Go!. Af en toe schreef hij ook weleens een reisverhaal: bijvoorbeeld Het Oosten is rood over zijn reis naar China midden de jaren zestig. Hij publiceerde ook jeugdromans en ontdekte algauw het scenarioschrijven. Libera Carlier bewerkte onder meer werken van Hendrik Conscience en Stijn Streuvels voor televisie. Voor zijn interpretatie van De blijde dag van Stijn Streuvels werd hij genomineerd voor een Emmy Award.
In de jaren zeventig begon hij zelf scenario's te schrijven. In 1977 kwam zo Tussen wal en schip op de buis en vanaf 1988 Langs de kade, een reeks over de havenpolitie.
Libera Carlier woonde vanaf de jaren vijftig in Ekeren en werd er ook begraven.